# Club d'aviron Cabo de Cruz
Maillots
Le Club d'Aviron Cabo de Cruz est un club d'aviron (dans les disciplines de traînière, trainerillas et batels) de la commune coruñés (gentilé de La Corogne) de Boiro.
Il a été fondé le 9 septembre 1979 et depuis 1993 il est soutenu par la mairie de sa localité. En 2003 il a été un des clubs fondateurs de la Ligue ACT dans laquelle il a milité jusqu'à son renoncement en 2009 du a des problèmes de déplacements. Il participera cette année-là dans la Ligue Galicienne de trainières dont il sera proclamé champion.

## Palmarès

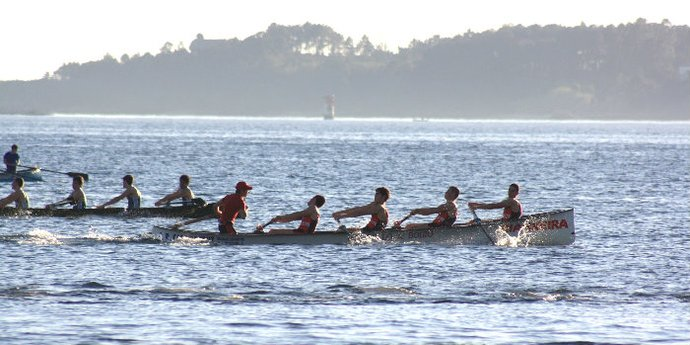
Régate à cabo de Cruz

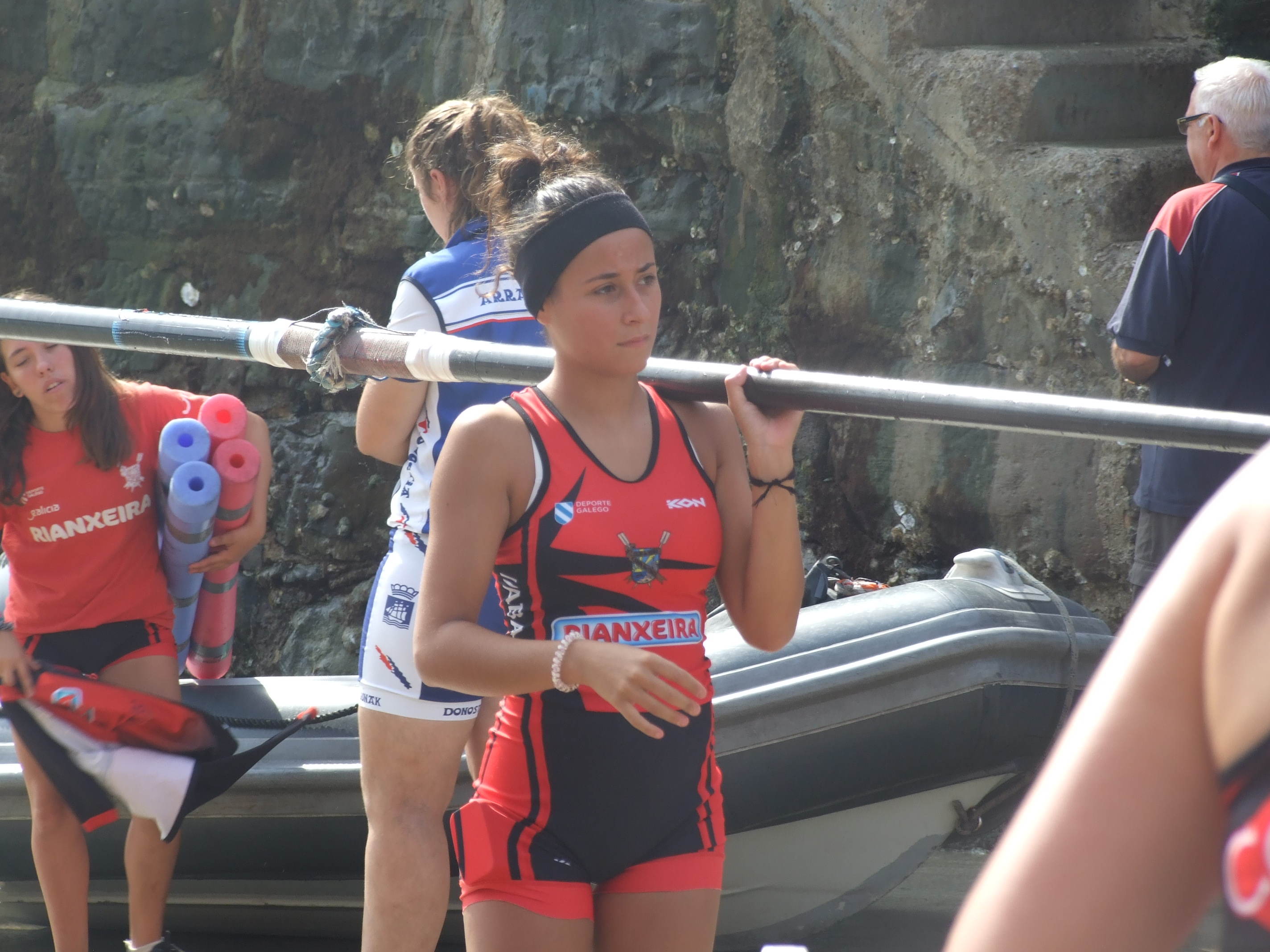
Drapeau de La Concha 2016, Cabo.

- 1 Ligue Galicienne de Trainières: 2009
- 2 Championnat de Galice: 2006 et 2008
- 2 Drapeau Prince des Asturies: 2000 et 2001
- 1 Drapeau El Corte Inglés (Bilbao): 2003
- 2 Drapeau de A Pobra: 2002 y 2009
- 1 Drapeau Xunta de Galice: 2005
- 1 Drapeau de A Lanzada: 2005
- 1 Drapeau de O Grove: 2009
- 1 Drapeau Confrérie de San Telme: 2009
- 1 Drapeau de Villagarcía: 2002

### Sources
- (es) Cet article est partiellement ou en totalité issu de l’article de Wikipédia en espagnol intitulé « Club de Remo Cabo de Cruz » (voir la liste des auteurs).